# Moe Szyslak
Moammar Morris "Moe" Szyslak  (spelad av Hank Azaria och Christopher Collins) är en rollfigur i den animerade tv-serien Simpsons. Christopher Collins  deltog enbart som röstskådespelare i första avsnittet men spelade även in repliker för andra avsnitt för första säsongen men dessa gjordes senare om av Hank Azaria. Hank Azaria baserar rösten på Al Pacino i Dog Day Afternoon.

## Biografi
Moe är ägare av och bartender på Moe's Tavern i Springfield. Moe invandrade illegalt från Holland, men är idag amerikansk medborgare.. Homer har i ett avsnitt även upptäckt att han ursprungligen heter Moammar. Han har Bells paralys, en typ av ansiktsförlamning. Han flyttade till Springfield då han fick reda på att postnumret är 80085 och har tidigare varit boxare. Han blir ständigt rånad och är ungkarl. Han har haft några relationer i serien som Colette, Renee och Maya som han träffade på en dejtingsajt. Har en gång friat till Marge Simpson och har i andra episoder visat känslor för henne (även om han ständigt glömmer hennes namn och kallar henne för Midge). Han har ägt en katt tillsammans med the Crazy Cat Lady som har fått ungar. Moe färgar idag sina hårrötter. I sin ungdom medverkade han som Smelly i en svartvit variant av Busungarna, men fick sluta efter att han dödade skådespelaren som spelade Alfalfa. När han var ganska ung hamnade han en gång i fängelse och fick börja jobba i köket på Springfield High School som första jobb när han blivit frisläppt, men åkte in igen när det avslöjades att han spottade i soppan. Han började dejta Edna Krabappel då hon var ny i stan men lämnade henne då hon ville stanna kvar i Springfield. Under tiden som de dejtade rånade han Snake Jailbird vilket gjorde honom kriminell. Moe bor ofta i en kåk men har även bott på hotellet Regent Hotel.
Som en slags tradition så försöker han alltid ta livet av sig varje år, men han har ringt till självmordslinjen så många gånger att de har spärrat hans nummer.  Han misslyckas dock alltid med detta. Han har till synes ingen bostad, men han har vid ett tillfälle setts bo i ett ruckel. Han har även en grå/grön bil med en stor rosa blomma på. Han har förhållandevis stor näsa, grått lockigt hår och små öron. Har genomgått en skönhetsoperation, vilket gav honom jobbet som Dr. Tad Winslow i tv-serien It Never Ends, han har också planerat genomgå en operation som förkortar hans ben. Han har några kompisar, men den som verkar vara hans enda riktiga vän är Homer, trots att Moe flera gånger har varit elak mot honom. En gång upptäckte han att hade talang som domare och blev jurymedlem i flera tävlingar och blev senare inbjuden som domare till American Idol, efter hans enda medverkan där är han förbjuden att vara jurymedlem igen och titta på Fox. Hans favorit-TV-program är Armenian Idol..
För att locka till sig fler kunder har han vid tillfällen gjort om baren till såväl familjerestaurang, engelskt värdshus och gaybar. Han har erkänt att han religiöst är född till ormtjusare men har även använt sig av voodoo för att kunna locka tillbaka Barney till baren.
Utöver bartenderyrket var Moe en gång vikarierande lärare på Springfield Elementary School när de vanliga lärarna strejkade. I det tidigare säsongerna busringer ofta Lisa och Bart Simpson till Moes bar och frågar efter påhittade personer som får Moe att bli arg. Hans favoritböcker är Tom Clancy's Op-Center. Han är fattig men vann en gång en halv miljon dollar i TV-programmet "Me Wantee!". Han har uppgivit att han har ett hjärta som donerats av en ko i sig. Han har en gång sagt sig äga en hund.